# 오응정
오응정(吳應鼎, 1548년 ~ 1597년 8월)은 조선 중기의 무신이다. 본관은 해주(海州). 자는 문중(文仲), 호는 완월당(翫月堂)이다. 정유재란 당시 두 아들 오욱과 오동량과 함께 남원성을 방어하다가 전사했다.

## 생애

남원성 전투 당시 일본군의 공략도

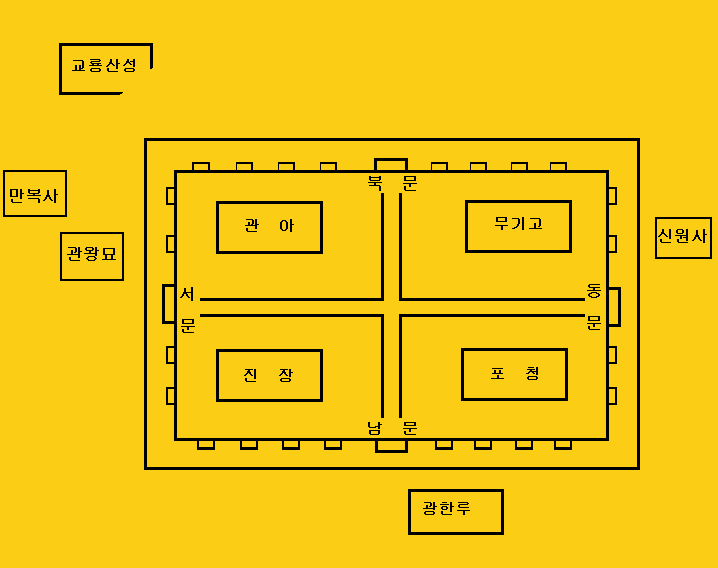
남원성 내부 간략도

1548년 현감(縣監) 오하몽(吳下蒙)의 아들로 태어났다.
1574년(선조 7) 무과에 급제한 후 1592년 임진왜란 때 수탄장으로 평양 대동강 유역을 방어했으며 선조가 의주로 피난갈 때 어영대장으로 호위했다. 전쟁 후 강화 부사로 임명되었고 이어 만포 첨사로 북쪽 국경 지방을 수비하였다.
그러나 1596년 경기 방어사(京畿防禦使) 겸 수원 부사로 있던 중 반대 세력의 모함으로 파직되었고 고향에 은거하였다. 1597년 정유재란이 일어나자 전라도방어사가 되어 남원 전투에서 아들 오욱과 오동량과 함께 싸우다가 남원성이 함락당하자 두 아들과 함께 폭약에 불을 붙여 전사하였다.
한성부좌윤에 추증되었으며, 남원과 금산의 충렬사(忠烈祠)에 제향되었다. 아들 오욱, 오동량, 오충, 손자 오방언과 더불어 삼세오충으로 불린다.

## 같이 보기
- 임진왜란
- 남원 전투
- 이복남
- 정기원
- 신호
- 김경로
- 오응태
- 오욱
- 오동량
- 금산충렬사